# Holiday (canção de Madonna)
"Holiday" é uma canção da cantora estadunidense Madonna, contida em seu álbum de estreia homônimo (1983). A Sire Records o lançou como terceiro single do álbum em 7 de setembro de 1983. "Holiday" apareceu mais tarde remixado na compilação de remixes You Can Dance (1987) e na coletânea de grandes sucessos The Immaculate Collection (1990), e em sua forma original no álbum de maiores sucessos Celebration (2009).
Escrita por Curtis Hudson e Lisa Stevens, da Pure Energy , a faixa foi oferecida a Madonna por seu produtor John "Jellybean" Benitez, quando ela procurava uma faixa de sucesso em potencial para incluir em seu álbum de estreia. Depois de aceitar a música, ela e Benitez trabalharam nela e alteraram sua composição com a adição de um solo de piano realizado por seu amigo, Fred Zarr.
"Holiday" apresenta instrumentação de guitarras, palmas eletrônicas, um chocalho e um arranjo de cordas sintetizado, enquanto suas letras falam sobre o sentimento universal de tirar férias. Aclamada universalmente pela crítica, a música se tornou o primeiro single de sucesso de Madonna nos Estados Unidos, chegando ao número 16 na Billboard Hot 100. Também se tornou seu primeiro single do top 10 em vários países, incluindo Austrália, Bélgica, Alemanha, Irlanda, Países Baixos e Reino Unido. Madonna tocou "Holiday" na maioria de suas turnês e geralmente é incluída como parte do bis. Diferentes performances da música estão incluídas nos lançamentos gravados de suas turnês. "Holiday" foi regravado por vários artistas e apareceu em vários programas de televisão.

## Antecedentes e gravação
Em 1983, Madonna, de 25 anos, estava gravando seu álbum de estreia com Reggie Lucas, produtor da Warner Bros. Records, depois que a Sire Records a contratou quando seu primeiro single "Everybody" se tornou um sucesso de clubes. No entanto, ela não tinha material suficiente para o álbum. Lucas trouxe duas novas músicas para o projeto e John "Jellybean" Benitez, um DJ da Funhouse, foi chamado para remixar as faixas disponíveis. Enquanto isso, devido a um conflito de interesses, o colaborador de Madonna em "Everybody", Stephen Bray havia vendido uma música "Ain't No Big Deal" para um ato chamado Barracuda em outro selo, Foi Benitez quem descobriu uma nova música escrita por Curtis Hudson e Lisa Stevens do grupo pop Pure Energy. A música, intitulada "Holiday", havia sido recusada pelos cantores Phyllis Hyman e Mary Wilson, ex-The Supremes. Hudite e Stevens foram perguntados por Benitez se eles tinham alguma música para a então desconhecida Madonna e, como a gravadora Prism não queria lançar "Holiday", eles deram a Benitez. A Pure Energy lembrou em uma entrevista à Blogcritics:

Sabíamos que a música tinha essa mágica. Como não poderíamos gravar ["Holiday"], esperávamos que caísse nas mãos de alguém que faria justiça. Jellybean estava comprando, e acho que ele lançou para Phyllis Hyman e alguns outros artistas. Não lançamos muito as músicas. Eu ainda esperava que pudéssemos chegar à Pure Energy para gravá-la.

Stevens lembrou que ela começou a tocar os acordes iniciais de "Holiday" em um teclado, mas não conseguiu progredir mais. Hudson, que achava que a música poderia levar a algo construtivo, instou Stevens a experimentá-la por uma semana e finalmente criou o gancho "Holiday, Celebrate!", Enquanto andava de um lado para o outro. Inspirado pelos acordes de abertura e ouvindo notícias deprimente no rádio, Hudson começou a escrever a música e em 30 minutos foi capaz de completá-la, com toda a composição e disposição em sua mente. A maior parte da música foi escrita por ele com Stevens, sugerindo poucas alterações como a linha "Seria tão legal".

## Gravação e composição
Benitez e Madonna enviaram a demo para o amigo Fred Zarr para que ele pudesse mudar o arranjo e programá-lo de maneira diferente. Depois que os vocais foram adicionados por Madonna, Benitez passou quatro dias e tentou melhorar o apelo comercial da faixa antes do prazo final de abril de 1983, estabelecido pela gravadora de Madonna. Benitez ainda não havia produzido nenhuma música, mas sabia como reconstruir as diferentes peças musicais em um estúdio. Ele compôs o som, reuniu os músicos e cantarolou a música com eles para gravação. Ele também pediu a Madonna para cantar de uma maneira "comovente" na faixa. Pouco antes de ser concluída, Madonna e Benitez conheceram Zarr no Sigma Sound Studios.em Manhattan, onde a faixa foi gravada. A cantora sugeriu que Zarr adicionasse um solo de piano no final da faixa, assim como pediu a Hudson que mudasse uma parte do funk no ritmo da guitarra.
|                                                    | "Holiday" Uma amostra de "Holiday" com seu refrão repetitivo e a sequência de quatro barras em sua composição musical. |
| Problemas para escutar este arquivo? Veja a ajuda. | |

A Pure Energy, que também esteve presente no estúdio de gravação em fevereiro de 1983, lembrou que a faixa rítmica terminou em um único dia porque não queria se aventurar mais na faixa demo. Pequenas alterações foram incluídas, como substituir o LinnDrum de Hudson pelo Oberheim DMX de Zarr. Outras mudanças ocorreram na apresentação vocal da alma, como o evangelho como cantar na demo do cinto "poppier" de Madonna; ela ainda permaneceu fiel à melodia original da faixa. O grupo não recebeu um crédito de produção em "Holiday", já que Benitez apresentou a faixa para a Sire Records, e ele já tinha um relacionamento com Madonna. Embora Hudson tenha pressionado por um crédito, eles finalmente deixaram de lado, porque sentiram que a música seria sua chance de serem reconhecidos como compositores eficientes.
Musicalmente, "Holiday" é uma música dance-pop e pós-disco desprovida de qualquer estrutura específica. Começa com uma sequência de acordes remanescente do "Time After Time" (1984) Cyndi Lauper. Definida na fórmula de compasso do tempo comum, com um ritmo médio de 116 batidas por minuto, a música é composta na clave de Ré maior e tem seis minutos e sete segundos de duração. Os alcances vocais de Madonna vão de Si3 a Dó♯5. A faixa segue na progressão harmônica de Si–Dó–Si menor na primeira linha, quando Madonna canta "Holiday!" e muda para Sol–Lá–F ♯m–Sol na segunda linha, quando Madonna canta "Celebrate!".
A seqüência de quatro compassos da progressão continua ao longo da música e apresenta instrumentação de guitarras passando ao fundo, palmas eletrônicas, campana tocado por Madonna e um arranjo de cordas sintetizado. Uma progressão repetitiva lado a lado é alcançada usando o refrão. No final da música, ocorre uma mudança no arranjo, onde uma pausa no piano é ouvida. Liricamente, a música expressa o sentimento universal de que todo mundo precisa de férias em suas vidas diárias. Junto com a produção de Benitez e a instrumentação de Zarr, outras pessoas que trabalhavam em "Holiday" incluíam Raymond Hudson no baixo, Bashiri Johnson na percussão e Tina B. e Norma Jean Wright, que forneceram os vocais de apoio.

## Análise da crítica
O autor Rikky Rooksby, em seu livro The Complete Guide to the Music of Madonna, comentou que "'Holiday' era tão contagioso quanto a praga. Basta ouvir e você não consegue tirar o maldito gancho da cabeça". Ele também comparou a faixa como entrar em um carrossel e curtir o passeio, ou ficar realmente incomodado com a música "por toda a parte" por seis minutos. Jim Farber, da Entertainment Weekly, comentou que "Holiday" satisfez o ouvido musical de ambos os lados do Atlântico. Enquanto revisava o álbum The Immaculate Collection, David Browne da mesma publicação, comentou que "Holiday" era uma "bagunça atrevida e dançante". Ele também elogiou a produção especializada da música.
Mary Cross, em sua biografia de Madonna, descreveu "Holiday" como "uma música simples, com um apelo novo e bom humor". Segundo a autora Lucy O'Brien, que escreveu na biografia Madonna: Like a Icon, a faixa era um exemplo dos primeiros empreendimentos musicais de Madonna sobre o "poder da dança". Ela acreditava que a música cimentou seu estilo de música com sua "ressaca latina borbulhante, baixo e cordas crocantes e o elegante riff de piano de Fred Zarr". O'Brien declarou "Holiday" como a "dança" mais persuasiva de Madonna, com sua natureza "tensão, libertação, resolução e celebração", aprimorada pelos "comandos e exortações lúdicas de Madonna". Stephen Thomas Erlewine, do AllMusic, chamou de efervescente e uma das grandes músicas do álbum Madonna. Ao revisar The Imaculate Collection, ele chamou de um dos seus maiores sucessos. Don Shewey, da Rolling Stone, comentou que as letras simples da música parecem inteligentes.

## Apresentações ao vivo

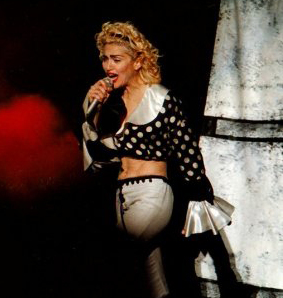
Madonna em uma blusa pontilhada de bolinhas e calça branca cantando no palco.

Madonna tocou "Holiday" em quase todas as suas turnês, como The Virgin Tour, Who's That Girl,Blond Ambition, The Girlie Show, Drowned World, Re-Invention, Sticky & Sweet Tour e Rebel Heart Tour. Em 1984, Madonna apresentou Holiday no hit American Bandstand com Dick Clark. Madonna o adicionou ao set list de sua Virgin Tour de 1985. Foi apresentada como a segunda música da turnê. No mesmo ano, ela tocou a música no concerto beneficente Live Aid na Filadélfia em julho.
A turnê Who's That Girl, em 1987, teve Madonna tocando "Holiday" como a última música da turnê. Madonna apresentou uma versão energética da música, sinalizando a natureza comemorativa e saudável do tema da música. Ela cantou o refrão final duas vezes e, em algumas datas, pediu à plateia um pente para que ela pudesse arrumar o cabelo e terminar a apresentação. Duas apresentações diferentes são encontradas na Ciao Italia: Live from Italy, filmado no Stadio Communale em Turin, Itália, em 4 de setembro de 1987 e o vídeo da turnê Who's That Girl: Live in Japan, filmado no Korakuen Stadium, em Tóquio, Japão, em 22 de junho de 1987.
Na turnê mundial da Blond Ambition, em 1990, Madonna disse: "Eu queria lançar uma música antiga por diversão, e 'Holiday' parecia ser o favorito universal. Além disso, é uma das únicas músicas antigas que já fiz isso. Ainda posso cantar e não sentir que superei totalmente". Realizando isso como parte do bis, Madonna apareceu no palco com uma blusa de bolinhas com babados combinando no fundo de calças brancas e cabelos em um nó com rabo de cavalo.. O traje foi adotado a partir de um vestido inspirado no filme My Fair Lady e foi desenhado por Jean-Paul Gaultier. Três performances diferentes são encontradas na Blond Ambition: Japan Tour 90, Blond Ambition World Tour Live e o Truth or Dare. A performance incluída no documentário foi usada como um videoclipe para promovê-lo. A performance recebeu quatro indicações no MTV Video Music Awards de 1992, incluindo Melhor Vídeo Feminino, Melhor Vídeo de Dança, Melhor Coreografia em Vídeo e Melhor Cinematografia em Vídeo, mas não venceu nenhuma das categorias.
No The Girlie Show, em 1993, a música foi tocada em uma versão alternativa como a penúltima música da turnê. Tinha um tema militar. No meio da apresentação, Madonna fez uma pausa na música para um exercício militar com os dançarinos e a plateia. A apresentação teve forte reação em Porto Rico, quando Madonna esfregou a bandeira nacional porto-riquenha entre as pernas durante a apresentação. Na Drowned World Tour, em 2001, Madonna usava um casaco de pele, chapéu de veludo e uma camiseta personalizada da Dolce & Gabbana que proclamava 'Mother' na frente e 'F*cker' nas costas pintadas em prata. Isso demonstrou sua aparência de garota-gueto adotada para a apresentação da música.
Na Re-Invention Tour em 2004, a música foi novamente apresentada como a música final da turnê. A música recebeu um sentimento tribal com Madonna usando kilts escoceses durante a apresentação. A performance começou com Madonna e seus dançarinos fazendo uma rotina de dança em frente ao palco, depois Madonna subiu nas camadas giratórias do palco para cantar a música enquanto os confetes caíam de cima. A performance foi incluída no álbum ao vivo e no documentário I'm Going to Tell You a Secret. Stephen Thomas Erlewine, da Allmusic, comentou que a performance "parece que eles poderiam se encaixar no Eurotrash, sensação retrô e confusa de Confessions."

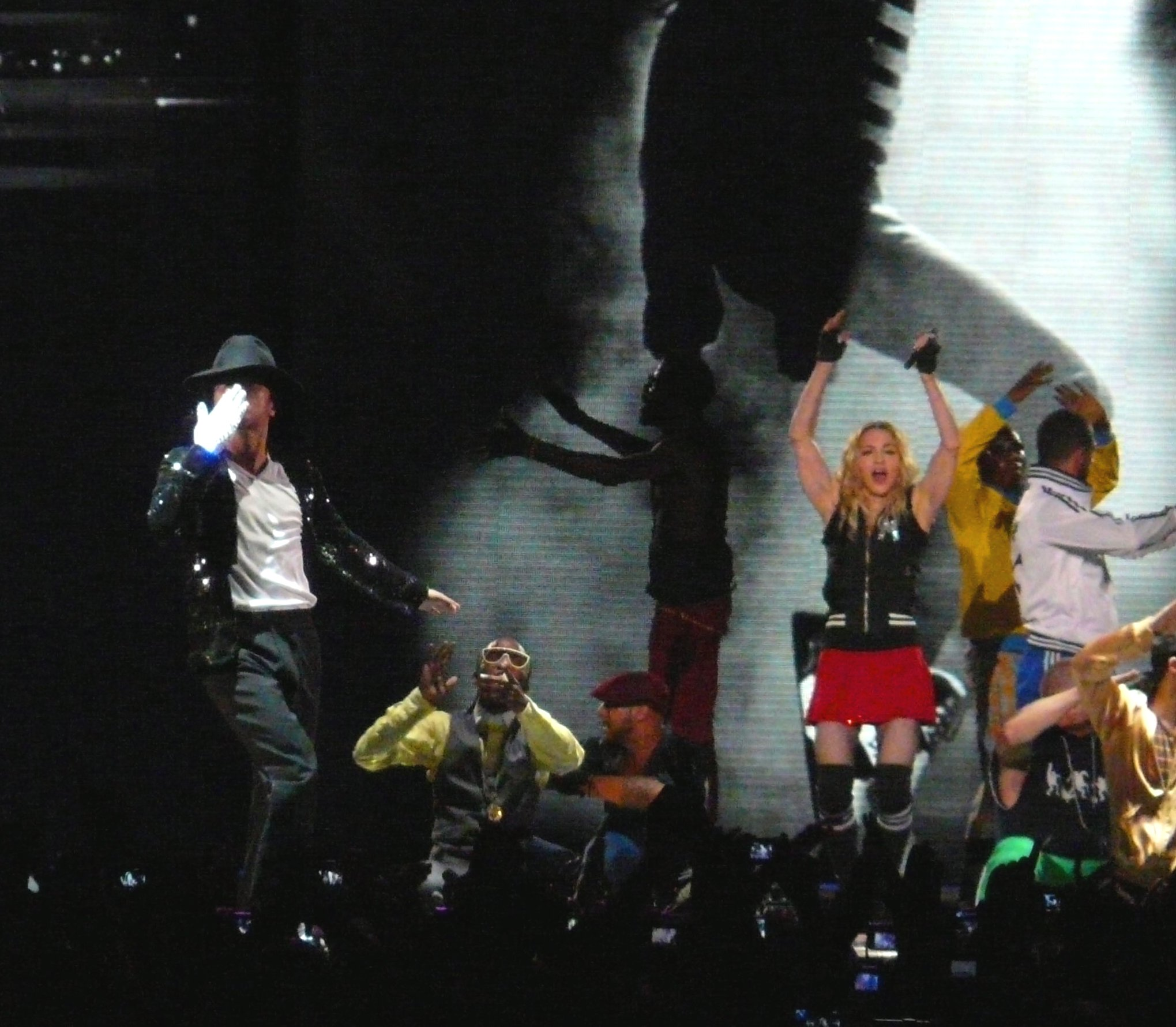
A homenagem de Michael Jackson durante "Holiday" nos shows da Sticky & Sweet Tour em 2009

A música foi adicionada à parte de 2009 de sua Sticky & Sweet Tour. Ele substituiu a música "Heartbeat" do Hard Candy e foi usada como uma homenagem ao cantor Michael Jackson, que morreu uma semana antes do início da segunda etapa da turnê. Enquanto Madonna cantava a música, uma foto de Jackson jovem apareceu no palco, seguida por um imitador de Jackson vestindo roupas no estilo do cantor. A música então mudou para um medley de suas músicas, como "Billie Jean" and "Wanna Be Startin' Somethin'", e o personificador trabalhou em seus movimentos, incluindo o passeio pela lua, além de girar e girar. Madonna bateu palmas, balançou de um lado para o outro e pulou para cima e para baixo enquanto as imagens de Jackson ao longo dos anos brilhavam em uma tela grande. Após a apresentação, Madonna disse à multidão: "Vamos desistir de um dos maiores artistas que o mundo já conheceu", e a multidão aplaudiu.
Em 2012, Madonna tocou "Holiday" em alguns shows da The MDNA Tour. A música foi o número final da turnê Rebel Heart Tour de Madonna em 2015–16, e incluiu um trecho do cover de "Take Me to the Mardi Gras" de Bob James'. Ela tocou a música enquanto estava enrolada com a bandeira do país. Ela sai do palco enquanto é levitada por um arnês e uma corda. A performance foi incluída no álbum ao vivo Rebel Heart Tour gravado em Sydney, na Austrália, e lançado em setembro de 2017.

## Lista de faixas e formatos
| - Single de 7" americano e europeu 1. "Holiday" (Single de 7"/Edição) – 4:10 2. "I Know It" – 3:45 - Single de 7" americano e europeu 1. "Holiday" (Versão do álbum) – 6:07 2. "I Know It" – 3:45 - Single de 7" britânico 1. "Holiday" (Single de 7"/Edição) – 4:10 2. "Think of Me" – 4:55 - Single de 12" britânico 1. "Holiday" (Versão do álbum) – 6:07 2. "Think of Me" – 4:53 - Disco de imagens de 7"/ 12" / Cassete simples 1. "Holiday" (7" Edit) – 4:10 2. "True Blue" (Versão do álbum) – 4:17 | - Single de 12" britânico (1991) 1. "Holiday" (Versão do álbum) – 6:09 2. "Where's the Party" (Remix de You Can Dance) – 4:22 3. "Everybody" (Remix de You Can Dance) – 4:57 - Cassette britânico / The Holiday Collection (1991) 1. "Holiday" (album version) – 6:09 2. "True Blue" (album version) – 4:17 3. "Who's That Girl" (Versão do álbum) – 3:58 4. "Causing a Commotion" (Silver Screen Single Mix) – 4:06 - Single de 12" alemão / CD / CD single britânico (1995) 1. "Holiday" – 6:07 2. "Lucky Star" – 5:37 |

## Créditos e equipe
| Créditos adaptados das notas do álbum. - Madonna – vocais, cowbell - Curtis Hudson – compositor, guitarras - Lisa Stevens – compositor - John "Jellybean" Benitez – produtor | - Fred Zarr – programação de bateria, baixo moog, sintetizador, piano acústico - Raymond Hudson – baixo - Bashiri Johnson – percussão - Tina B. – vocais de fundo - Norma Jean Wright – vocais de fundo |

## Desempenho comercial

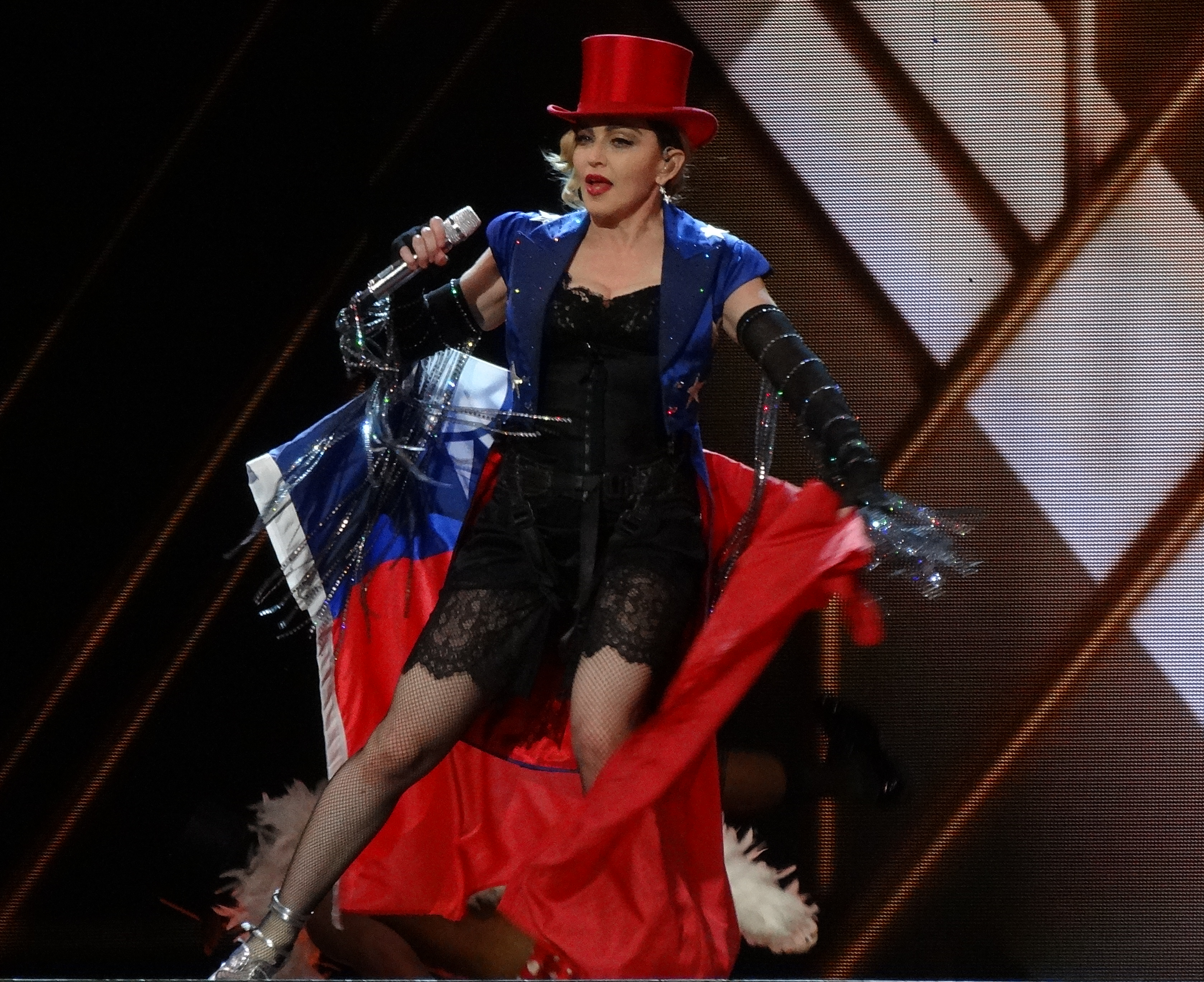
Madonna performando "Holiday" como bis da Rebel Heart Tour em 2015

"Holiday" foi lançado em 7 de setembro de 1983 e se tornou o primeiro sucesso de Madonna nos Estados Unidos e permaneceu nas tabelas do Dia de Ação de Graças ao Natal de 1983. Foi a primeira música de Madonna a entrar no Billboard Hot 100, na posição 88 durante a edição de 29 de outubro de 1983. e atingiu um pico de 16 em 28 de janeiro de 1984 e ficou no gráfico por 21 semanas. A música estreou às oito na tabela Hot Dance Club Play na edição de 2 de novembro de 1983 e foi o primeiro single da cantora a atingir o número um nessa tabela, permanecendo no topo por cinco semanas. A música também fez uma participação na tabela Hot R&B/Hip-Hop Songs e atingiu o pico 25, permanecendo por 20 semanas. No Canadá, a música estreou na posição número 48 da parada de singles da RPM em 21 de janeiro de 1984 e atingiu o número 39. A música novamente entrou na parada no número 45 em março de 1984 e atingiu o número 32 em abril de 1984. Ele esteve presente na tabela por um total de 12 semanas.
No Reino Unido, "Holiday" foi lançado em 1984, de onde chegou ao de seis no UK Singles Chart — tabela musical do país — No entanto, um relançamento em 1985 com "Think of Me" no lado B, mostrou a música entrando nas tabelas no número 32 e alcançou um novo pico de dois, sendo mantido fora do primeiro lugar por "Into the Groove" da própria Madonna, enquanto esteve presente por dez semanas. Outro relançamento em 1991 viu a música atingir um pico de cinco na parada. Em agosto de 1985, a British Phonographic Industry o certificada em ouro e de acordo com a Official Charts Company, "Holiday" já havia vendido 718,000 cópias lá até agosto de 2017. Em toda a Europa, a música alcançou o top dez da Alemanha, Bélgica, Irlanda e Países Baixos, alcançando o top 40 na França, Suécia e Suíça. Segundo a revista Music & Media, a música vendeu cerca de 1,5 milhão de cópias na Europa até setembro de 1985. "Holiday" alcançou o top cinco na tabela Kent Music Report na Austrália. A música estreou no número 37 na tabela de singles da Nova Zelândia, tornando-se a primeira entrada de Madonna na tabela do país. Chegando ao número sete.
Durante uma entrevista em 2005 com Harry Smith, da CBS News, Madonna destacou "Holiday" como a favorita entre seus dez primeiros singles, embora Smith tenha corrigido que ela havia atingido uma posição muito mais baixa. A Pure Energy lembrou que o sucesso de "Holiday" também os ajudou financeiramente, os royalties os ajudando a sair da pensão em que estavam morando. Hudson confirmou que a música ainda gerava dinheiro para eles, dizendo que "Você pode viver de um hit? Sim, você pode se você acertar o hit certo. Pode durar uma vida inteira. Temos sido a prova disso". No entanto, a banda não conseguiu replicar o sucesso de composição de "Holiday" em lançamentos posteriores.

### Tabelas semanais
| Tabela musical (1984)                        | Melhor posição |
| -------------------------------------------- | -------------- |
| Alemanha (GfK Entertainment Charts)          | 9              |
| Austrália (Kent Music Report)                | 4              |
| Bélgica (Ultratop 50 de Flandres)            | 6              |
| Canadá (RPM)                                 | 32             |
| Estados Unidos (Billboard Hot 100)           | 16             |
| Estados Unidos (Hot Dance Club Songs)        | 1              |
| Estados Unidos (Billboard R&B/Hip-Hop Songs) | 25             |
| França (SNEP)                                | 37             |
| Irlanda (IRMA)                               | 2              |
| Nova Zelândia (Recorded Music NZ)            | 7              |
| Países Baixos (Single Top 100)               | 7              |
| Reino Unido (UK Singles Chart)               | 2              |
| Suécia (Sverigetopplistan)                   | 20             |
| Suíça (Schweizer Hitparade)                  | 18             |

| Tabela musical (1984)                              | Posição |
| -------------------------------------------------- | ------- |
| Austrália (Kent Music Report)                      | 33      |
| Alemanha (GfK Entertainment Charts)                | 74      |
| Estados Unidos (Billboard Hot 100)                 | 79      |
| Estados Unidos (Dance Club Songs) com "Lucky Star" | 25      |

| Região                                                                                 | Certificação | Vendas  |
| -------------------------------------------------------------------------------------- | ------------ | ------- |
| Reino Unido (BPI)                                                                      | Platina      | 878,000 |
| *vendas baseadas apenas na certificação ^distribuições baseadas apenas na certificação |              |         |